# Muhàmmad (nom)
Muhàmmad és un nom masculí àrab (àrab: محمد, Muḥammad) que literalment significa ‘molt lloat’, ‘molt lloable’. Si bé Muhàmmad és la transcripció normativa en català del nom en àrab clàssic, també se'l pot trobar transcrit, sobretot per influència de la pronunciació dialectal o en altres llengües, Mohammad (sobretot a l'Iran, Afganistan i Pakistan), Muhammad, Muhammed, Mohamed, Mohammed, Mohamad, Muhamed, Mahammad… Com a nom del darrer profeta de l'islam és un nom molt usual entre els musulmans d'arreu del món, arabòfons o no; aquests darrers l'han adaptat a les característiques fòniques i gràfiques de la seva llengua: albanès: Muhamet; àzeri: Məhəmməd; bosnià: Mehmed; amazic cabil: Muḥemmed; català medieval: Maoma, Mahomet, Mafomet; ful: Muhammadu; indonesi: Muhammad; karakalpak: Muxammed; kazakh: Мұхаммед; kurd: Mihemed; serbi: Мѐхмед; croat: Mehmed; somali: Maxamed; soninke i altres llengües de l'Àfrica occidental: Mamadu o Mamadou; sorani: محەمەد; tàtar: Мөхәммәт; turc: Mehmet; turc otomà: محمد, Meḥmed; uzbek: Muhammad.

## Muhàmmad/Mahoma
Únicament com a nom del darrer profeta de l'islam, existeixen formes pròpies en molts idiomes europeus. En català, aquesta forma és Mahoma, compartida també per altres llengües com l'aragonès, l'asturlleonès, el castellà, l'eusquera o el gallec. Altres formes en altres idiomes són: Mahomet, en francès; Μωάμεθ, Moameth, en grec; Maometto, en italià; Mahometus, en llatí; Maomet, en occità; Maomé, en portuguès. Totes aquestes formes, tanmateix, solament es poden usar per a referir-se a aquest personatge històric.